# Jean-François Dandrieu
Jean-François Dandrieu (1682? Paříž – 17. ledna 1738 Paříž) byl francouzský hudební skladatel, cembalista a varhaník.

## Život
Jean-François se narodil v rodině umělců a hudebníků. Jako velice nadané dítě hrál již ve svých pěti letech na dvoře Ludvíka XIV. na cembalo. Tyto koncerty předznamenaly jeho slibnou kariéru jakožto cembalisty a varhaníka. Stal se žákem Jeana-Baptiste Moreaua, které byl jeden z hudebních mistrů na dvoře Krále Slunce.
V roce 1700, když mu bylo 18 let, začal hrát na varhany v kostele sv. Mederika v Paříži (před ním zde jako varhaník fungoval skladatel Nicolas Lebègue). Roku 1705 se stal oficiálně titulárním varhaníkem. Vzhledem k tomuto postavení byl členem poroty, která posuzovala schopnost Jeana-Philippa Rameaua zastávat místo varhaníka v kostele Sainte-Madeleine-en-la-Cité. Rameau však nakonec toto místo odmítl.
V roce 1721 byl jedním ze čtyř varhaníků královské kaple. V roce 1733 vystřídal svého strýce Pierre Dandrieu (1664-1733) ve funkci varhaníka v kostele sv. Baroloměje na pařížském ostrově Île de la Cité (kostel byl zbořen v roce 1791 během francouzské revoluce).
Jean-François Dandrieu zemřel 17. ledna 1738 v Paříži a místo varhaníka v tomto kostele zaujala jeho sestra Jeanne-Françoise.

## Dílo

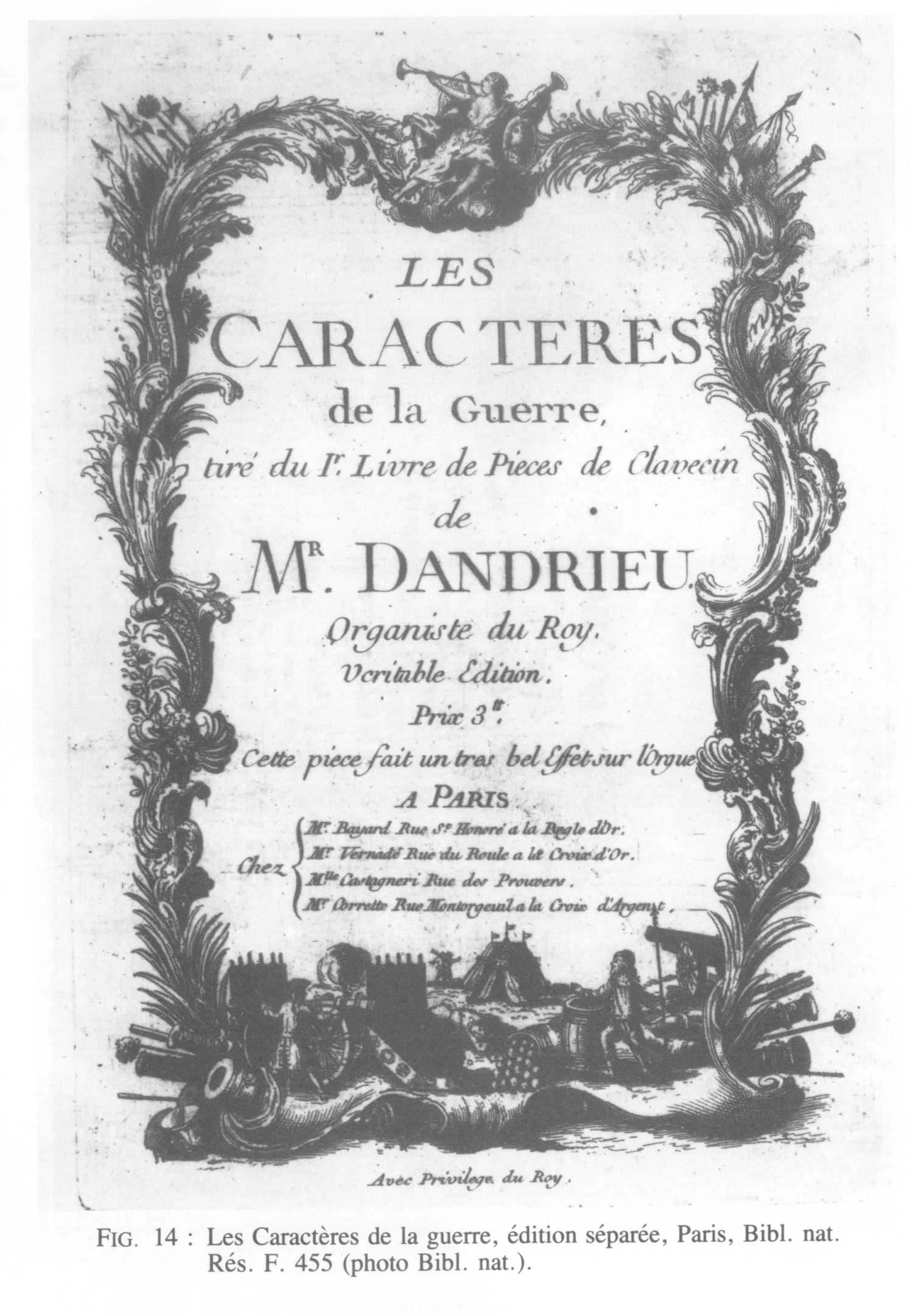
Titulní strana sbírky Les caracteres de la Guerre.

Za života skladatele byla publikována následující díla:
- Livre de sonates en trio (triové sonáty, 1705)
- Dva svazky sonát pro sólové housle (1710 a 1720)
- Principes de l'accompagnement (teoretická práce o číslovaném basu, 1718)
- Les caractères de la guerre (instrumentální koncerty, 1718, revidovaná verze 1733)
- 3 malé sbírky skladeb pro cembalo (1705)
- 3 velké sbírky skladeb pro cembalo (1724, 1728 a 1734)

Posmrtně byla v roce 1739 vydána sbírka skladeb pro varhany, která kromě skladeb Jeana-Françoisa Dandriea obsahuje i skladby jeho strýce Pierra Dandrieu.